# Trịnh Trang công
Trịnh Trang công (chữ Hán: 鄭莊公; 757 TCN – 701 TCN), tên thật là Cơ Ngụ Sinh (姬寤生), là vị vua thứ ba của nước Trịnh – chư hầu nhà Chu thời Xuân Thu trong lịch sử Trung Quốc. Ông trị vì từ năm 743 TCN đến năm 701 TCN, tổng 42 năm.
Trong lịch sử Trung Quốc, Trịnh Trang công đôi khi được liệt vào hàng Ngũ Bá, nổi danh với việc khiến nước Trịnh trở thành một tiểu bá đầu thời Xuân Thu. Ông khiến quốc lực nước Trịnh cường thịnh, lấn át Chu Bình vương, tiêu diệt thế lực của Chu Hoàn vương trong trận Nhu Cát (繻葛之战), thôn tính nước Đái, can thiệp nước Tống và nước Tề,... tạo nên tiền lệ chư hầu lấn át Thiên tử trong thời kì Đông Chu. Trong việc nội trị, ông nổi tiếng với việc mưu tính và diệt trừ người em Cung thúc Đoàn (共叔段), nổi tiếng với điển tích Trịnh bá khắc Đoàn vu Yển (鄭伯克段于鄢).
Trịnh Trang công được xem như vị quốc quân chư hầu đầu tiên có hành động lấn át Chu Thiên tử: lấn đất, cướp lúa, bắn bị thương thiên tử. Đối với việc Cung thúc Đoàn làm phản, kinh Xuân Thu coi đó là sự tàn nhẫn của ông: lẽ ra khi biết Cơ Đoàn có manh tâm, ông nên ngăn chặn từ đầu; nhưng Trịnh Trang công không dạy em, để cho dã tâm của Đoàn phát lộ mà tiêu diệt, không còn nghĩa anh em.

## Thân thế
Ông là con trai cả của Trịnh Vũ công, vua thứ hai của nước Trịnh. Mẹ là Vũ Khương (武姜), con gái Thân hầu, quân chủ nước Thân. Trong lúc sinh ông, Vũ Khương không may đẻ ngược, suýt mất mạng nên đặt nên [Ngụ Sinh; 寤生] (tức "tỉnh dậy sau khi sanh"). Cũng vì nguyên do này, bà vô cùng lạnh nhạt Ngụ Sinh, và ra sức thiên vị em trai ông là Cơ Đoàn. Tuy vậy, Trịnh Vũ công vẫn phong Ngụ Sinh làm Thế tử.
Trước khi Trịnh Vũ công qua đời, Vũ Khương khẩn xin phế Ngụ Sinh, cho Cơ Đoàn thay ngôi Thế tử, nhưng Trịnh Vũ công không nghe mà vẫn bảo toàn ngôi vị cho Ngụ Sinh.
Năm 744 TCN, Trịnh Vũ công mất, Ngụ Sinh lên nối ngôi, tức là Trịnh Trang công. Ông cũng được Chu Bình vương cho thế tập chức khanh sĩ trong triều đình Đông Chu.

## Diệt Thái Thúc Đoàn
Năm 743 TCN, sau khi Trịnh Trang công vừa lên ngôi, ông theo lời thỉnh cầu của mẹ, phong cho em Cơ Đoàn ở ấp Kinh. Đại phu Sái Trọng can ngăn nhưng Trịnh Trang công cho là ý của Vũ Khương nên phải tuân theo. Sái Trọng khuyên ông nên đề phòng trước bất trắc.
Cơ Đoàn thụ phong ấp Kinh, gọi là Kinh Thành Thái thúc (京城太叔) hay Thái thúc Đoàn (太叔段). Thái thúc Đoàn dần dà muốn phát triển thế lực, dụ ấp Tây Bỉ và ấp Bắc Bỉ về theo mình, sau đó lại dụ ấp Lẫm Duyên. Một số người lo ngại cho Trịnh Trang công, cảnh báo ông rằng Thái thúc Đoàn sẽ tạo phản. Trang công trấn an họ và tự đề phòng. Sau đó, Thái thúc Đoàn lại xây thành mới, tụ tập quân lính và vũ khí, muốn hẹn ngày đến đánh vào kinh đô. Mẹ ông là Vũ Khương ủng hộ Đoàn, muốn làm nội ứng.
Năm 722 TCN, Thái thúc Đoàn khởi binh đánh Trịnh Trang công. Vũ Khương làm nội ứng. Trịnh Trang công phòng bị trước, sai Tử Phong mang quân và 200 cỗ xe đánh Thái thúc Đoàn ở đất Kinh. Người đất Kinh thấy quân Trịnh đến bèn phản lại Đoàn. Đoàn bỏ chạy đến ấp Yển. Trịnh Trang công mang quân đánh ấp Yển. Tháng 5 năm đó, Thái thúc Đoàn bỏ chạy sang ấp Cung. Trịnh Trang công tấn công ấp Cung, Đoàn không chống nổi và tự vẫn.
Sự kiện này trở thành một điển tích, gọi là Trịnh bá diệt Đoàn tại Yển (鄭伯克段于鄢).

## Phục hồi tình mẫu tử
Con Cung thúc Đoàn là Công Tôn Hoạt chạy sang Vệ cầu cứu Vệ Hoàn công. Vệ Hoàn công tin theo lời Công Tôn Hoạt, bèn mang quân đánh Trịnh, chiếm đất Lâm Diên. Trang công bèn mượn quân nhà Chu, cùng quân nước Quắc tiến sang nước Vệ, đánh thắng quân Vệ ở Nam Bỉ. Vệ Hoàn công phải phải xin cầu hòa, cùng nước Trịnh ăn thề.
Trịnh Trang công hận mẹ làm nội ứng cho Đoàn, có ý giết mình đoạt ngôi, nên đày Vũ Khương đến ấp Dĩnh và thề rằng chỉ gặp lại khi xuống suối vàng.
Đại phu Dĩnh Khảo Thúc can ngăn Trịnh Trang công, khuyên ông nên giữ hiếu đạo với mẹ. Trịnh Trang công ân hận, muốn đón Vũ Khương về. Theo kế của Dĩnh Khảo Thúc, ông đào hầm đất, đến chỗ có suối chảy, coi đó là suối vàng, rồi sai người rước Vũ Khương tới làm lễ gặp mặt. Hai mẹ con gặp nhau dưới hầm và phục hồi tình mẫu tử như trước.

## Chiến tranh với chư hầu
Năm 722 TCN, Tống Mục công qua đời. Mục công không nhường ngôi cho con là công tử Phùng mà lập con Tống Tuyên công là Dữ Di, tức Tống Thương công. Tử Phùng trốn sang nước Trịnh, Trịnh Trang công giúp đỡ Tử Phùng cho nương nhờ.
Năm 719 TCN, Vệ Hoàn công bị em là Vệ Châu Dụ giết. Để tạo uy thế, Vệ Châu Dụ hợp binh với nước Tống cùng đánh Trịnh. Tống Thương công lấy cớ Trịnh Trang công chứa chấp công tử Phùng (là đối thủ tranh ngôi nên nhất trí với Châu Dụ, cùng mời thêm nước Trần và nước Sái. Liên quân bốn nước cùng mang quân đánh Trịnh. Sau đó lại gọi thêm nước Lỗ, công tử Huy nước Lỗ mang quân đi hội. Quân 5 nước vây đất Đông Môn nước Trịnh một thời gian rồi gặt lúa lấy mang về nước. Trịnh Trang công tiên đoán vua Vệ Châu Dụ rồi sẽ bị giết. Quả nhiên Châu Dụ trở về bị giết chết.
Năm 718 TCN, ông mang quân đánh Vệ báo thù trận này. Nước Vệ mượn quân nước Nam Yên. Trịnh Trang công dùng 5 tướng Sái Trọng, Nguyên Phồn, Tiết Giá, Man Bá và Tử Nguyên mai phục mấy mặt, đánh tan quân 2 nước.
Sau đó, nhân có người nước nước Chu đến tố cáo nước Tống lấn đất, Trịnh Trang công mang quân đánh Tống báo thù việc xâm lược năm trước. Hai bên đánh nhau bất phân thắng bại.
Vì mâu thuẫn với thiên tử nhà Chu, Trịnh Trang công sai người giúp sức cho Khúc Ốc Trang Bá nước Tấn để giành ngôi vua Tấn, chống lại Tấn Ngạc hầu, trong khi Chu Hoàn vương lại ra sức ủng hộ Tấn Ngạc hầu. Khúc Ốc tuy mạnh nhưng chưa giành được ngôi.
Năm 717 TCN, Trịnh Trang công mang quân đánh nước Trần báo thù việc Trần hợp binh với Tống và Vệ đánh mình. Sang năm 716 TCN hai nước giảng hòa, nước Trần xin kết thông gia. Trịnh Trang công bằng lòng, đem con gái Trần Hoàn công gả cho Thế tử Cơ Hốt, con trai của chính thất Phu nhân Đặng Mạn. Tống Thương công nhân lúc Trịnh Trang công đi đánh Trần, chiếm Trường Cát.
Năm 714 TCN, quân Bắc Nhung đánh vào nước Trịnh, công tử Đột liền bày kế cho Trịnh Trang công mai phục quân Nhung. Quân Nhung lọt vào ổ phục kích liền bỏ chạy tán loạn, Chúc Đam liền tới chặn đánh trước sau giết sạch quân địch. Quân Trịnh đại thắng và giữ yên được bờ cõi.
Năm 713 TCN, Trịnh Trang công cùng Tề Ly công và công tử Huy nước Lỗ hội binh đánh Tống. Quân Trịnh lần lượt đánh chiếm đất Cáo và đất Phòng của Tống, đều cho nước Lỗ. Tống liên minh với nước Vệ, nước Sái chống lại. Tháng 7 năm đó, Tống Thương công và Vệ Tuyên công lấy cớ tiến vào nước Đái – phụ dung của nước Trịnh. Sau đó liên quân Tống-Vệ-Sái có bất hòa, Trịnh Trang công thừa cơ tiến vào diệt nước Đái, đánh bại liên quân Tống-Vệ-Sái.
Năm 712 TCN, Trịnh Trang công hội với Lỗ Ẩn công ở đất Thời Lai bàn việc đánh nước Hứa. Tháng 7, ông cùng Tề Ly công tấn công nước Hứa, hạ được thành, lấy nước Hứa. Trong trận này, Công Tôn Át vì ghen công với Dĩnh Khảo Thúc nên đã bắn lén giết chết Khảo Thúc.
Sau đó Trang công mang quân đánh nhau với nước Tức, đánh bại quân Tức. Tháng 10 năm đó, ông cùng nước Quắc đánh nước Tống báo thù, đánh tan quân Tống.
Năm 711 TCN, Trịnh Trang công lấy ngọc bích sang biếu nước Lỗ, đề nghị Lỗ Hoàn công đổi lấy ruộng đất Banh để cúng Chu Công. Lỗ Hoàn công bằng lòng.
Cùng năm đó, thái tể nước Tống là Hoa Đốc giết Tống Thương công. Trịnh Trang công nghe tin bèn họp các nước Lỗ, Tề, Trần cùng bàn về loạn nước Tống. Hoa Đốc bèn mang của đút lót cho cả bốn nước và xin đón công tử Phùng về nước làm vua. Trịnh Trang công và các chư hầu bằng lòng, cho Tử Phùng về nước lên ngôi, tức là Tống Trang công.
Năm 706 TCN, quân Bắc Nhung đánh nước Tề. Tề Hy công cầu cứu nước Trịnh. Trịnh Trang công sai thế tử Cơ Hốt mang quân cứu Tề, đánh đuổi được quân Nhung. Tề Hy công định gả con gái cho Cơ Hốt nhưng Thế tử Hốt từ chối.

## Chống đối Chu thiên tử
Trịnh Trang công nối chức cha được làm khanh sĩ trong triều đình nhà Chu, thường tỏ ra chuyên quyền lấn át Chu Bình vương mà Bình vương không làm gì được. Sau đó Trịnh Trang công lại mang quân cướp phá bờ cõi nhà Chu, cướp thóc lúa nhưng Chu Bình vương cũng không dám đánh trả.
Về sau Trịnh Trang công ngại uy tín của Bình vương là thiên tử toàn thiên hạ nên sai người đến xin giảng hoà và đổi con tin. Việc thiên tử đổi con tin với chư hầu rất trái ngược với phép tắc, nhưng vì khi đó Bình vương thế yếu nên phải chấp thuận. Bình vương sai con là Duệ Phụ sang làm con tin ở nước Trịnh còn Trịnh Trang công cũng sai con cả là Cơ Hốt sang Lạc Dương ở nhà Chu.
Năm 720 TCN, Chu Bình vương mất. Trang công cho người đón Cơ Hốt về, rồi hộ tống thái tử về triều nối ngôi. Nhưng giữa đường Duệ Phụ bệnh chết, con là Lâm kế vị, tức Chu Hoàn Vương.
Chu Hoàn Vương trọng dụng Quắc công, muốn bãi chức khanh sĩ của Trịnh Trang công. Trịnh Trang công tức giận, sai Sái Trọng đánh nhà Chu, cắt lúa đất Ôn và đất Thành đem về. Từ đó Chu và Trịnh bất hòa.
Năm 717 TCN, Trịnh Trang Công vào triều kiến nhà Chu, Chu Hoàn vương không được tiếp đãi được theo đúng lễ tiếp đãi chư hầu và cho Quắc công Kỵ Phủ làm khanh sĩ giúp việc. Trịnh Trang Công nổi giận, sang năm 711 TCN tự ý cùng nước Lỗ trao đổi hứa điền. Lỗ trao Hứa Điền cho Trịnh, còn Trịnh trao Banh cho Lỗ.
Năm 707 TCN, Trịnh Trang công bỏ không đến triều kiến Chu Hoàn vương. Chu Hoàn Vương tức giận, hội quân cùng các nước chư hầu gồm Sái, Vệ và Trần bèn mang quân đánh nước Trịnh để trả thù.
Hai bên chạm trán ở Nhu Cát. Chu Hoàn vương tự đi giữa, sai Quắc công Lâm Phủ đi bên phải cùng quân Sái, Vệ; còn Chu công Hắc Kiên đi bên trái cùng quân Trần. Trịnh Trang công cùng Sái Trọng và Cao Cừ Di mang quân ra địch. Trịnh Tử Nguyên hiến kế cho Trịnh Trang công nên tập trung đánh vào cánh quân Trần vì nước Trần đang có loạn. Trịnh Trang công làm theo, bày trận ngư lệ gồm xe đánh trước, đội ngũ đi sau. Quân Trịnh bắn đạn đá tấn công. Quân 3 nước Trần, Vệ Sái thua chạy, quân nhà Chu đại loạn. Tướng Trịnh là Chúc Đam bắn trúng vai Chu Hoàn vương. Hoàn vương bỏ chạy. Trịnh Trang công ngăn Chúc Đam đuổi theo vua Hoàn vương, ông chủ trương chỉ nên giữ cõi, không nên truy bức thiên tử.

## Qua đời
Trịnh Trang công có 11 người con, trong đó được yêu quý nhất có bốn người là Thế tử Hốt, Công tử Đột, Công tử Vĩ và Công tử Anh.
Năm 701 TCN, Trịnh Trang công qua đời. Ông làm vua được 43 năm, thọ 57 tuổi. Đại phu Sái Trọng lập Thế tử Hốt lên nối ngôi, tức Trịnh Chiêu công. Công tử Đột sang làm con tin ở nước Tống.

## Trong Đông Chu liệt quốc
Trịnh Trang công trong tiểu thuyết Đông Chu liệt quốc của Phùng Mộng Long là nhân vật nổi bật trong những hồi đầu. Ông được nhắc đến qua những việc diệt Thái thúc Đoàn, đào hầm đất gặp mẹ, liên minh với Tề đánh chư hầu, bắn vua Chu Hoàn vương.
Phùng Mộng Long mô tả ông là người có tính cách gian hùng.